# Mastododera nodicollis
Mastododera nodicollis là một loài bọ cánh cứng trong họ Cerambycidae.